# いやいやながら医者にされ

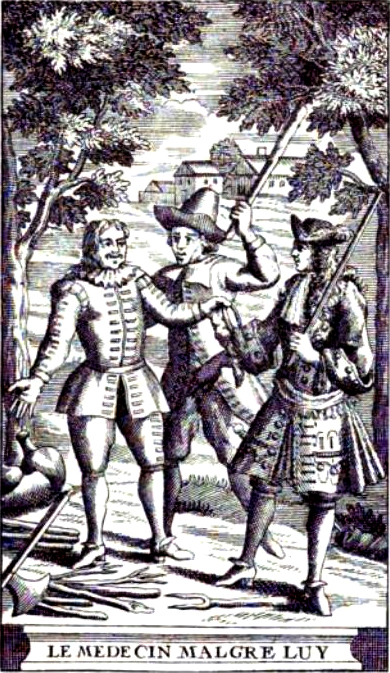
1719年刊行版の表紙

『いやいやながら医者にされ』（いやいやながらいしゃにされ、仏語原題：Le Médecin malgré lui ）は、モリエールの戯曲。1666年発表。パレ・ロワイヤルにて同年8月6日初演。
その作品においてたびたび、モリエールは医者を愚弄し諷刺の対象としてきたが、それが如実に表れた作品である。彼が生きた17世紀ころの医学においてはウィリアム・ハーヴェイによって血液循環説が唱えられ、激しい反駁が起こるなど、現代からすればその学問的レベルは誠にお粗末なものであった。病気を治すことよりもアリストテレスやヒポクラテスなどの古代の賢人をたてに取り、平民たちをたぶらかしていた、権威主義に染まりきった医者たちへの激烈な批判が込められている。

## 登場人物
- スガナレル - 樵、マルチーヌの夫(主役)
- マルチーヌ - スガナレルの妻
- ロベール - スガナレルの隣人
- ヴァレール - ジェロントの召使
- リュカ - ジェロントの召使、ジャックリーヌの夫
- ジェロント - リュサンドの父
- ジャックリーヌ…リュカの妻、ジェロント家の乳母
- リュサンド - ジェロントの娘、スガナレルの患者
- レアンドル - リュサンドの恋人
- チボー - ペランの父
- ペラン - チボーの息子

## あらすじ
舞台はパリ郊外。スガナレルとマルチーヌの口論から幕は開ける。口論が発展しスガナレルはマルチーヌを殴りつける。マルチーヌが復讐を考えているところに、ジェロントの命を受けて腕の立つ医者を探しているヴァレールとリュカが登場する。マルチーヌはスガナレルを「ただの樵のように見えるが、棍棒で思い切りぶん殴らないと、医者であることを認めようとしない」という大変奇妙であるが、優秀でもある医者として紹介する妙案を思いつき、それを以てして復讐としようと考えヴァレールとリュカに紹介する。事情を知らないスガナレルは当然わけがわからず困惑しきりだが、ひたすら殴られるので医者であると言わざるを得なくなる。後に引けなくなったスガナレルは、何の知識も持たないが医者になりきり、ジェロントに紹介され、リュサンドの治療に当たるのだが…。
原典においては、スガナレルとマルチーヌは標準語に近い言葉をしゃべっているが、リュカとジャックリーヌはイル＝ド＝フランスの方言を用いている。

## 成立過程
1666年6月4日、モリエールが珍しくたっぷりと時間をかけて書き上げた『人間嫌い』の上映が開始されたが、当時の国王ルイ14世の母アンヌ・ドートリッシュが同年1月に死去し宮廷が服喪中であるということも悪条件もあって公演を重ねるごとに客足が鈍ったため、急遽書き上げられたのが本作である。
「樵が女房の策略によって、無理やり医者にされる」という話の筋はモリエールの創意によるものではなく、中世フランスのファブリオーによるものである。ファブリオーは17世紀になってもフランス国内に数多く残っており、それを参考にモリエールは1645年に『飛び医者』（Le Médecin volant ）を執筆した。この『飛び医者』をさらに発展させ、『いやいやながら医者にされ』が完成したのである。
グリマレによって書かれたモリエールの最初の伝記（La Vie de M. de Moliere）には、
との記述が見える。
『いやいやながら医者にされ』は初演の1666年から、モリエールが没する73年まで59回、ルイ14世の死去する1715年までに282回上演されており、上映時間1時間未満の小作品ながら、大成功を収めたといえる。
いくつかの17世紀当時の文献に登場する、『力尽くで医者にされ』（Le Medecin par force ）や『薪作り』（Le Fagotier,Le Fagoteux ）などの作品は、確証はないものの、本作のことを指していると思われる。

## 翻訳
フランス国内で大成功を収めた本作は、諸外国でも盛んに翻案、翻訳が行われた。
イギリスにおいてはドルリー・レーンの劇場の女優であるスザンナ・セントリーヴァ（Susanna Centlivre）による翻案『恋の駆け引き』（Love's Contrivance）が上演、1703年に出版された。1732年にはヘンリー・フィールディングによる翻訳（The Mock Doctor）が行われ、ドルリー・レーンで上演された。
1858年にはシャルル・グノーが同名のオペラを制作し、成功を収めた。その歌詞にはモリエールの台詞をほとんど忠実に取り入れてある。
日本において最も古い翻案は1892年に発表された尾崎紅葉の『恋の病』である。1896年には西郷雲水(雲水坊)が『非意国手』として発表している。翻訳では1934年に川島順平による『心ならずも医者にされ』である。

### 日本語訳
- 鈴木力衛訳、岩波文庫、1962年[11]
- 『心ならずも醫者にされ』川島順平訳、（モリエール全集 第一卷 所収）、中央公論社、1934年
- 『守錢奴 附 俄医者』土井逸雄訳、（モリエール文庫 1）、学芸社、1936年
- 『にわか医者』有永弘人訳、（モリエール笑劇集 所収）、白水社、1959年
- 『いやいやながら医者にされ』鈴木力衛 訳、（世界古典文学全集 47 モリエール篇 所収）、筑摩書房、1965年
- 『いやいやながら医者にされ』鈴木力衛 訳、（モリエール全集 1 所収）、中央公論社、1973年

### 翻案
- 『恋の病』 尾崎紅葉 訳、読売新聞 1892年11月13日～12月5日 掲載 (1893年5月春陽堂より単行本として刊行)
- 『非意国手』 西郷雲水 訳、知徳会雑誌 1896年11月21日、12月15日[序幕] 1897年2月28日[二幕] 1897年6月11日[三幕] 掲載
- 『押付医者』 草野柴二 訳、（モリエエル全集 中巻 所収）、金尾文淵堂・加島至誠堂、1908年
  - 元版　『押付医者』 草野柴二 訳、白百合 1905年1月号～7月号掲載